# Retikulární formace
Retikulární formace (lat. Formatio reticularis, zkráceně RF) je šedá hmota mozková, kterou tvoří více než 50 mozkových jader umístěných v mozkovém kmeni, tj. prodloužené míše, mostu, středním mozku, ale i v thalamu. Jedná se o polysynaptický a multisenzorický systém, který přijímá vzruchy ze všech specifických nervových drah. Funkčně podléhá vlivům vyšších i nižších pater centrální nervové soustavy.

## Anatomie
RF je fylogeneticky velmi starou strukturou nervstva, která je tvořená mnoha malými neurony nahromaděnými v nestejně velikých jádrech propojených velkým množstvím spojů. Tím vzniká multisynaptická síť, která vede vzruchy přes několik interneuronů, čímž se vedení vzruchu zpomaluje.
V RF je centrum řízení dýchání, regulace krevního tlaku, činnosti srdce a dalších vegetativních funkcí endokrinního a trávicího systému. Účinky má jak nespecifické – tlumivé a aktivační, tak specifické na konkrétní orgány.
RF dělíme do skupin jader:
- Rafeální jádra
- Mediální část jader – především spojovací funkce.
- Laterální část jader – chybí ve středním mozku.
- Mozečková část jader

Ascendentní spoje RF (vzestupné) jsou pospojovány řetězovitě od jednoho jádra k druhému, descendentní spoje (sestupné) jsou pak obecně delší.

## Fyziologie
Funkčně lze RF členit na:
- Inhibiční systém (-)
- Facilitační systém (+)

### Descendentní inhibiční systém RF
Se nachází v předostřední (ventromediální), pontobulbární části RF. Při podráždění této oblasti dojde k útlumu monosynaptických i multisynaptických míšních reflexů s následným omezením pohybů. Tato oblast je stimulována mozkovou kůrou, zejména z jejích supresorových oblastí (4s), dále z mozečku a bazálních ganglií.

### Descendentní aktivační (facilitační) systém RF
Je uložen v zadopostranní (dorzolaterální) části prodloužené míchy a Varolově mostu. Hlavní část se ale nachází ve středním mozku a zasahuje až do thalamu. Při podráždění této oblasti dojde k zesílení míšních reflexů. Tento oddíl totiž odpovídá za řízení ϒ-motoneuronů, které inervují intrafuzální vlákna svalových vřetének. Systém je spouštěn stimuly z vestibulárních a mozečkových jader (zejména nc. fastigii). Při funkční převaze tohoto systému v celé RF se projeví decerebrační rigidita organizmu.

### Ascendentní aktivační (facilitační) systém RF
Je zastoupen v celém mozkovém kmenu a prochází až do aktivační nespecifické části hypothalamu a thalamu. Tento systém je odpovědný za probouzení ze spánku a udržování bdělého stavu. Experimentální elektrická stimulace zvířete navodí jeho probuzení ze spánku – probouzecí reakce (arousal reaction). V EEG je v průběhu tohoto procesu viditelná desynchronizace. Stejný obraz jako při elektrické stimulaci registrujeme u různých podnětů – sluchových, zrakových, dotekových. Při potlačení aktivity této oblasti (např. léky) nelze probouzecí reakci navodit a organizmus nepřejde do bdělého stavu.

### Ascendentní inhibiční systém RF
Je zastoupen zejména v oblasti mostu mozkového kmene. Jehož aktivace např. příčným přerušením kmene vyvolá trvalou bdělost, kdy nedochází k navození spánku.

### RF se podílí na řízení těchto funkcí
- Veškerá hybnost.
- Vegetativní funkce – reguluje dýchání (obsahuje vdechové , výdechové, apneustické, pneumotaxické centrum), reguluje krevní oběh (vazokonstrikce a vazodilatace) a činnost srdeční (skrze kardioinhibiční a kardioexcitační centrum), podílí se na termoregulaci, sexuálních funkcích, regulaci příjmu potravy a tekutin (prostřednictvím hypothalamických jader RF).
- Stavy bdění a spánku.
- Formování podmíněných reflexů a zajištění regulace senzorických informací skrze aktivační vliv RF. Tato facilitační část RF působí na mozkovou kůru hlavně přes nespecifická hypothalamická jádra. Pokud dojde k ochabnutí tohoto vlivu, pak se zhoršuje až zastavuje tvorba podmíněných reflexů. Mozková kůra působí recipročně na RF regulací jeho aktivačních a inhibičních vlivů, které má RF vůči dalším nervovým oddílům. Tyto vlivy jsou dobře znatelné např. při srovnání experimentů na kočce označovaných jako Encéphale isolé a Cerveau isolé, které provedl roku 1935 Frederik Bremer[1].

#### Encéphale isolé
Vzniká přetětím míchy ve výši C1-C2. Celý mozek je potom intaktní (nepostižený), avšak oddělený od míchy. Preparát střídá spánek a bdělost, reaguje na dostředivé podněty sluchové, zrakové a kožní v oblasti hlavy. Oči má otevřené, zvíře hýbe jazykem a boltci. Na EEG je typický obraz pro bdění (rychlá aktivita s nízkou amplitudou). Díky přerušení spojení mezi mozkovými dechovými centry a motoneurony dýchacích svalů v míše je zastaveno spontánní dýchání zvířete, které je nahrazeno respirační pumpou.

#### Cerveau isolé
Nastane při přerušení mozkového kmene mezi colliculi superiores a colliculi inferiores. Tím dojde k oddělení koncového mozku (telencephalon) od zbylých oddílů mozku. Zvíře pak má zavřené oči, miózu zornic, nereaguje na podněty a hluboce spí. V EEG se objeví pomalé vlny o vysoké amplitudě, které jsou střídány za spánková vřetena. Dýchání zůstává spontánní, ale nastupuje obraz decerebrační rigidity. Pokud se podaří prodloužit tento pokus déle (chemický cerveau isolé), pak se objeví i bdělá EEG aktivita způsobená aferentními stimuly do center nad místem přetětí.